# Jean-Pierre Laus
Jean-Pierre Laus (Lembeek, 27 juli 1949 - Halle, 3 maart 2020) was een Belgisch  kunstenaar ,denker en activist.

## Levensloop
Jean-Pierre Laus was de zoon van architect Jean Laus en Marie-Josée Vanvolsem. Laus volgde een kunstopleiding aan Sint-Lukaskunstschool te Brussel. Hij schilderde graag abstract maar ook menselijke figuren, zich uitlevend en tegelijkertijd verdiepte hij zich geïntrigeerd in het mondiale leven om hem heen. Hij hield van India, een land waar hij verschillende keren naar toe zou gaan.Hij maakte veel zeefdrukken,gouaches en schilderijen.In Herfelingen deed hij een tentoonstelling met Sabine Pintelon,beeldhouwster.
Hij organiseerde ooit een grote retrospectieve tentoonstelling met werk van eigen Halse kunstenaars. Jean-Pierre baatte een zelfstandige boekenzaak uit in de Kardinaal Cardijnstraat nabij de Sint-Martinusbasiliek van Halle en bouwde in zijn "Letterman" stelselmatig uit aan zijn eigen interesses. Vooral over de cultuurinmengingen tijdens het koloniaal verleden en de hedendaagse interactie en hoe dat imperialisme nog steeds zijn gevolgen draagt tot op vandaag. 
Laus leidde als streekgids toeristen rond. Via zijn gidswerk in het Koninklijk Museum voor Midden-Afrika in Tervuren opende hij nog meer zijn ogen van verwondering, bewondering maar vooral zijn afkeer tegenover de overheersende dictatuur, plundering en verplichte onderdanigheid.
Laus streefde naar een open stad, gastvrij ontdaan van zijn oude taboes uit het verleden en met zicht op een ontluikende democratisering en integratie. "Hij had een groot hart voor iedereen" citaat van Marc Snoeck burgemeester van Halle (2020-2024). In 1983 startte hij binnen het Halse alfabetiseringswerk ‘Lezen en Schrijven’ van Chris Vanden Hoof een cursus Nederlands voor de Halse Marokkanen. Het Migrantencentrum bekwam door toedoen van schepen Thérèse Merckx van het stadsbestuur een vast lokaal op de Halleweg en later op de Vogelpers. Een coördinator werd betaald via eigen inkomsten, onder meer door de uitgave van een eigen tijdschrift ‘Hamikrant’ (eerste nummer in 1987). Uit het Migrantencentrum Halle groeiden het lokaal integratiecentrum ‘Partners In Integratie PIN’, de actiegroep tegen racisme ‘Halle zonder grenzen’ en de ‘Stedelijke Integratiedienst’. Hij stond mee aan de wieg van de plaatselijke 11-11-11 beweging, richtte een praatcafé Combinne op (in het Hals dialect van kom binnen). Ook was hij nauw betrokken bij de organisatie van de Open Monumentendagen, waarbij hij actief was als onderzoeker en gids.
Laus publiceerde een inventaris van de schetsen en tekeningen van de Halse kunstenaar en decorbouwer Paul Degueldre (2008) en een monografie over deze kunstenaar (Paul Degueldre, Overleven in een decor), een publicatie over 2000 jaren zorgverlening in Halle (2009), evenals een publicatie over de beeldende kunstenaars van Halle: “Van ‘La Nature’ tot Witte Neger. Beeldende kunstenaars in Halle 1912-1958”. Hij organiseerde een grote retrospectieve tentoonstelling in het klooster van de zusters Sacrementinnen te Halle over de Halse kunstenaars over deze periode. Laus hield tevens diverse spreekbeurten over Congo en aanverwante thema’s en verrichte belangrijk onderzoek naar de Halse pioniers in Congo-Vrijstaat .
Laus richtte later een ontmoetingscentrum "Averechts" op waarin een werkgroep van vrijwilligers en vrienden zich kon nestelen om samen een dekolonisatiestrijd mee vorm te geven. Kennis was daarbij voor Laus een belangrijke uitgangsmodus: actie volgde uit het diepgaand overleg.

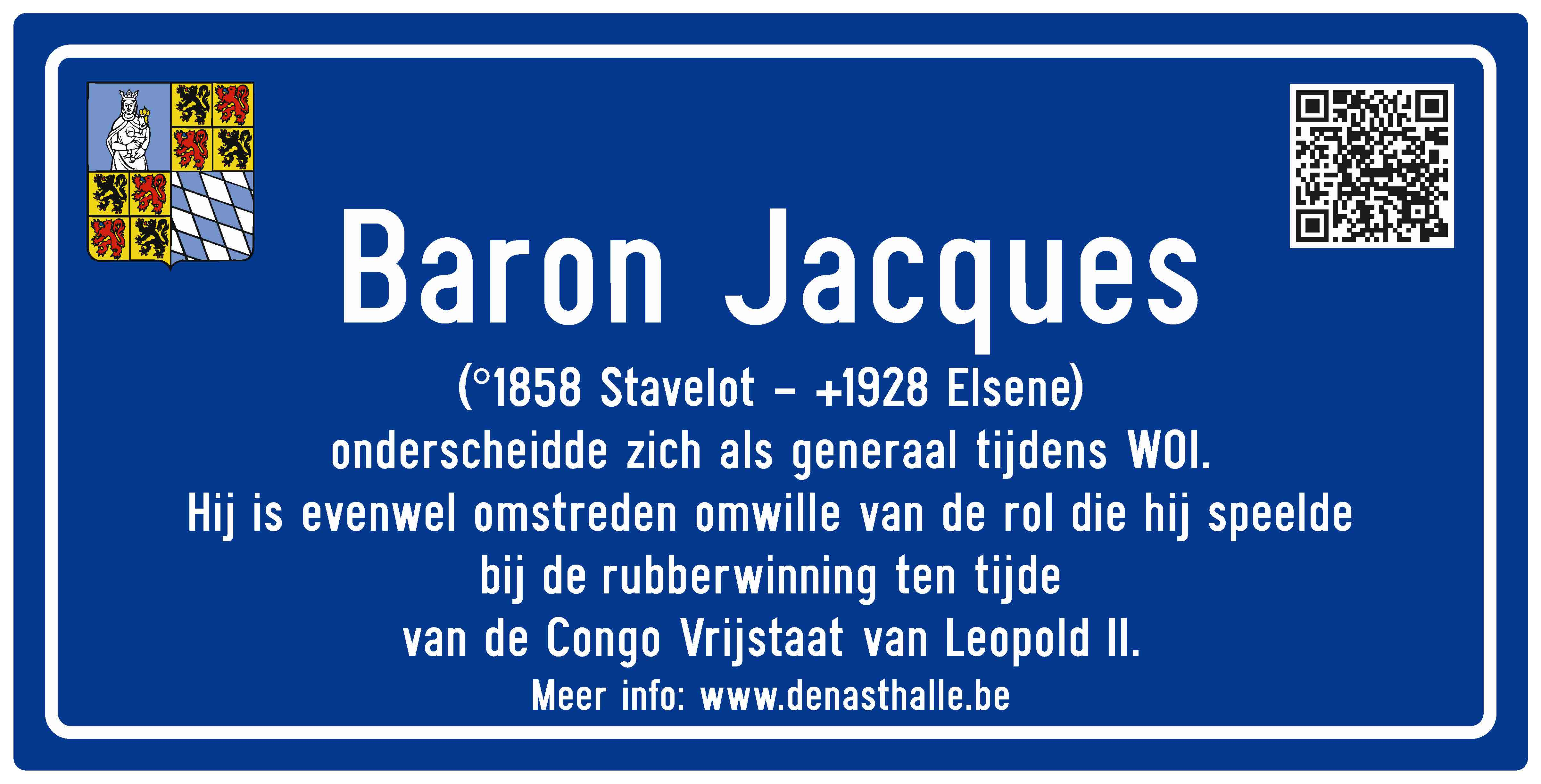
Duidingsbord in de Baron Jacquesstraat te Halle

 Hij organiseerde het eerste multicultureel feest op Stroppen, zorgde mee voor een konvooi met hulpgoederen naar Roemenië in 1989. Hij richtte een themawandeling in over de sporen van kolonialisme in het straatbeeld van Halle (‘Le Congo à nous’) op zondag 20 oktober 2019. Hij overleed onverwacht in 2020 maar zijn erfenisgedachte blijft voortleven tijdens de mondiale dagen in Halle. Op zijn initiatief heeft de werkgroep Dekoloniseer Halle een plaatselijke wandeling uitgewerkt langs koloniale sporen in Halle. De jaarlijkse herdenking van de moord op Patrice Lumumba (17 januari) maakt deel uit van dit dekolonisatieproces. Hij ijverde ervoor om een verklarend bord bij de straatnaam Baron Jacquesstraat in Halle te plaatsen evenals bij het beeld van koning Leopold II in het Halse Albertpark.